# Agglomérat lâche

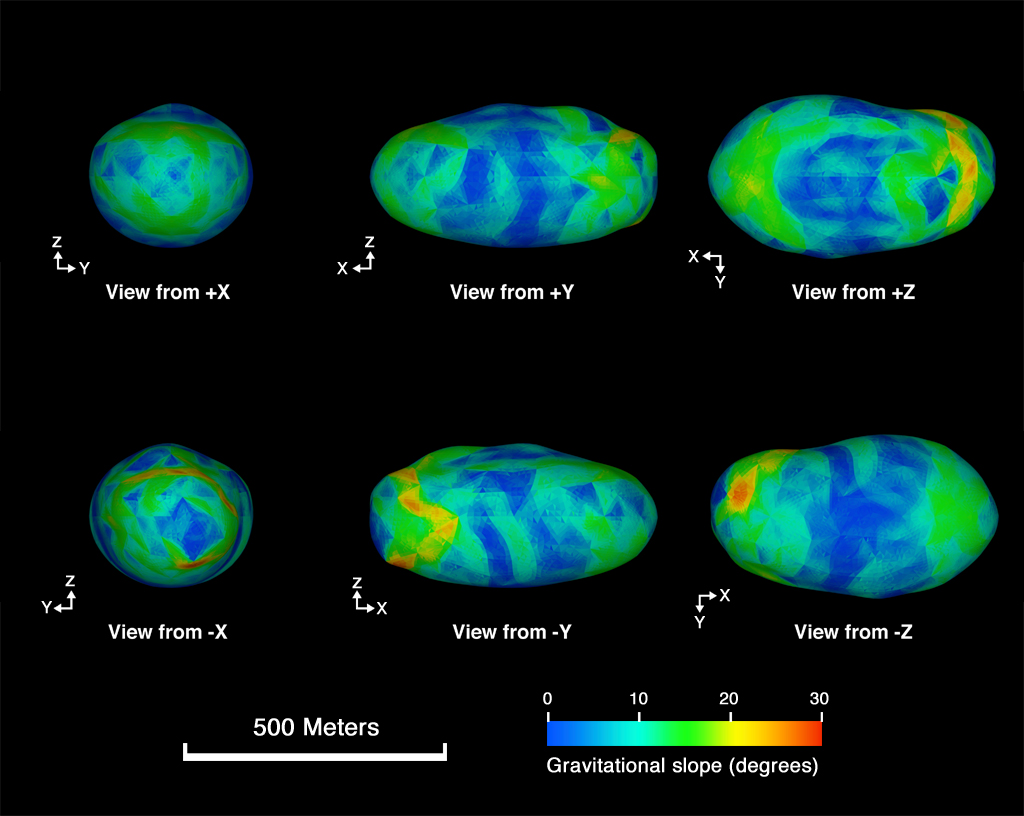
Le premier agglomérat lâche non ambigu à être photographié est (25143) Itokawa. C'est aussi le premier astéroïde sur lequel une sonde, Hayabusa, s'est posée, en 2005, pour en rapporter un échantillon, en 2010.

En astronomie, un agglomérat lâche, vulgairement pile de débris ou tas de gravats, ou encore officiellement (bien que rarement utilisé) agrégat gravitationnel, est un objet qui n'est pas un monolithe, mais qui est composé de nombreux morceaux de roche qui se sont assemblés sous l'influence de la gravité. Les agglomérats lâches ont de faibles densités car ils sont largement poreux : il y a d'importantes cavités entre les différents morceaux qui les composent.

## Formation et détection
Les agglomérats lâches se forment lorsqu'un astéroïde ou une lune (qui peut tout d'abord avoir été monolithique) est brisé en morceaux par un impact. Les morceaux brisés retombent ensuite ensemble, principalement en raison de leur propre gravité. Cette coalescence prend habituellement de quelques heures à quelques semaines.
De grands vides intérieurs sont possibles en raison de la très faible gravité de la plupart des astéroïdes. Malgré un régolithe fin à l'extérieur (au moins à la résolution vue par des engins spatiaux), la gravité de l'astéroïde est si faible que le frottement entre les fragments domine et empêche les petits morceaux de tomber vers l'intérieur pour remplir les vides.
Les scientifiques ont commencé à penser que beaucoup d'astéroïdes sont des agglomérats lâches lorsque leur densité a été déterminée. Beaucoup des densités calculées sont significativement inférieures à celles des météorites, qui dans certains cas sont connus comme étant des morceaux d'astéroïdes.

### Exemples
On pense que de nombreux astéroïdes à faible densité sont des tas de gravats, par exemple (253) Mathilde. La masse de Mathilde, tel que déterminée par la mission NEAR Shoemaker, est beaucoup trop faible pour le volume observé, étant donné que la surface est rocheuse. Même la glace avec une mince croûte de roche ne produirait pas une densité convenable. Par ailleurs, les grands cratères sur Mathilde résultent d'impacts qui auraient brisé un corps rigide. Toutefois, le premier agglomérat lâche non ambigu à être photographié est (25143) Itokawa, qui n'a pas de cratères d'impact apparents et est donc presque certainement une coalescence de fragments brisés.
L'astéroïde (433) Éros, la destination principale de NEAR Shoemaker, était connu comme étant déchiré par des fissures, mais autrement comme étant solide. D'autres astéroïdes, y compris éventuellement Itokawa, sont connus comme étant des binaires à contact, c'est-à-dire deux corps majeurs se touchant, avec ou sans décombres remplissant leur frontière.

## Non-formation
Tous les plus gros astéroïdes - (1) Cérès, (2) Pallas, (4) Vesta, (10) Hygie, (704) Interamnia - sont des objets solides sans aucune porosité interne macroscopique. C'est peut-être parce qu'ils sont assez grands pour résister à tous les chocs, et n'ont jamais été brisés. Alternativement, Cérès et quelques-uns des autres plus importants astéroïdes peuvent être assez massifs pour que, même s'ils ont été brisés, mais pas dispersés, leur gravité ferait s'effondrer la plupart des espaces vides lors d'une coalescence. 
Vesta a résisté à un impact majeur depuis sa création tout en demeurant intact. Il présente des signes de structure interne, vu la différenciation dans le cratère résultant, ce qui nous assure que ce n'est pas un agglomérat lâche. Cela apporte une preuve que la taille d'un corps est une protection contre son éclatement éventuel en agglomérat lâche.